# BMW 503
BMW 503 — двухдверный автомобиль класса Gran Turismo, который был представлен на IAA в сентябре 1955 года, вместе с родстером BMW 507. Дизайнер Альбрехт Гёрц считал 503-й своей самой успешной работой.
Производство началось в мае 1956 года, первоначальная цена составляла 29 тыс. немецких марок. Трансмиссия и рулевое управление были взяты от BMW 502. Двигатель устанавливался бензиновый V-образный 8-цилиндровый, полностью легкосплавный, с мокрыми гильзами, верхним распределительным валом и двухкамерным карбюратором Zenith. Он выдавал 140 л. с. на 4 800 оборотах и 216 Нм крутящего момента на 3 800 оборотах. Как и 507-й, 503-й был исключительно двухместный, но отличался иными передней и задней частью. Кабриолет 503-й модели первым из европейских автомобилей получил электропривод крыши. Кроме кабриолета, было доступно купе с виниловой крышей.
Как и 507-я, модель 503 была провальной. Производство завершилось в марте 1959 года. Наследник, BMW 3200 CS, был длиннее и имел четыре полноценных места.